# Haloplasmataceae
Haloplasmataceae è una famiglia di batteri appartenente all'ordine Haloplasmatales.